# Menonvillea famatinensis
Menonvillea famatinensis là một loài thực vật có hoa trong họ Cải. Loài này được (Boelcke) Rollins mô tả khoa học đầu tiên năm 1955.